# Свон-Рівер
Свон-Рівер (англ. Swan River) — містечко в Канаді, у провінції Манітоба, у складі муніципалітету Свон-Веллі-Вест.

## Населення
За даними перепису 2016 року, містечко нараховувало 4014 осіб, показавши зростання на 2,7%, порівняно з 2011-м роком. Середня густина населення становила 560,4 осіб/км².
З офіційних мов обидвома одночасно володіли 110 жителів, тільки англійською — 3 810, тільки французькою — 5, а 10 — жодною з них. Усього 395 осіб вважали рідною мовою не одну з офіційних, з них 35 — одну з корінних мов, а 145 — українську.
Працездатне населення становило 58,6% усього населення, рівень безробіття — 4,9% (7,1% серед чоловіків та 2,7% серед жінок). 87,5% осіб були найманими працівниками, а 11,4% — самозайнятими.
Середній дохід на особу становив $39 015 (медіана $30 330), при цьому для чоловіків — $43 581, а для жінок $35 340 (медіани — $36 144 та $26 411 відповідно).
29,8% мешканців мали закінчену шкільну освіту, не мали закінченої шкільної освіти — 29,3%, 40,9% мали післяшкільну освіту, з яких 25,3% мали диплом бакалавра, або вищий.
| Статево-вікова структура населення | Статево-вікова структура населення | Статево-вікова структура населення | Статево-вікова структура населення | Статево-вікова структура населення |
| ---------------------------------- | ---------------------------------- | ---------------------------------- | ---------------------------------- | ---------------------------------- |
|                                    |                                    |                                    |                                    |                                    |
| Всього                             | Всього                             | 46,5%53,5%                         |                                    |                                    |
| 0 — 14 років                       | 0 — 14 років                       |                                    | 17,2%                              | 17,2%                              |
| 15 — 64 років                      | 15 — 64 років                      |                                    | 56,1%                              | 56,1%                              |
| 65 і більше                        | 65 і більше                        |                                    | 26,7%                              | 26,7%                              |
| 85 і більше                        | 85 і більше                        |                                    | 6,2%                               | 6,2%                               |
| 100 і більше                       | 100 і більше                       |                                    | 0,1%                               | 0,1%                               |
| Середній вік (років)               | Середній вік (років)               | 42,147,0                           | 44,8                               | 44,8                               |
| Медіана (років)                    | Медіана (років)                    | 41,248,5                           | 45,4                               | 45,4                               |
| — чоловіки — жінки                 |                                    |                                    |                                    |                                    |

| Походження мешканців:     | Походження мешканців:     | Походження мешканців: | Походження мешканців: | Походження мешканців: |
| ------------------------- | ------------------------- | --------------------- | --------------------- | --------------------- |
| Походження                |                           |                       | осіб                  | %                     |
| Корінні американці        | Корінні американці        |                       | 840                   | 21.76%                |
| Інше північноамериканське | Інше північноамериканське |                       | 840                   | 21.76%                |
| Європейське               | Європейське               |                       | 2 880                 | 74.61%                |
| британське                | британське                |                       | 1 705                 | 44.17%                |
| французьке                | французьке                |                       | 440                   | 11.4%                 |
| українське                | українське                |                       | 1 020                 | 26.42%                |
| Латинськоамериканське     | Латинськоамериканське     |                       | 10                    | 0.26%                 |
| Карибське                 | Карибське                 |                       | 15                    | 0.39%                 |
| Африканське               | Африканське               |                       | 20                    | 0.52%                 |
| Азійське                  | Азійське                  |                       | 140                   | 3.63%                 |

| Зайнятість населення за галузями (за класифікацією NOC): | Зайнятість населення за галузями (за класифікацією NOC): | Зайнятість населення за галузями (за класифікацією NOC): | Зайнятість населення за галузями (за класифікацією NOC): | Зайнятість населення за галузями (за класифікацією NOC): |
| -------------------------------------------------------- | -------------------------------------------------------- | -------------------------------------------------------- | -------------------------------------------------------- | -------------------------------------------------------- |
|                                                          |                                                          |                                                          |                                                          |                                                          |
| Управління                                               | Управління                                               |                                                          | 10,4%                                                    | 10,4%                                                    |
| Бізнес, фінанси та адміністрування                       | Бізнес, фінанси та адміністрування                       |                                                          | 10,2%                                                    | 10,2%                                                    |
| Природничі та прикладні науки                            | Природничі та прикладні науки                            |                                                          | 3,8%                                                     | 3,8%                                                     |
| Охорона здоров'я                                         | Охорона здоров'я                                         |                                                          | 11,5%                                                    | 11,5%                                                    |
| Освіта, правозахист, муніципальні та урядові служби      | Освіта, правозахист, муніципальні та урядові служби      |                                                          | 13,7%                                                    | 13,7%                                                    |
| Мистецтво, культура, відпочинок та спорт                 | Мистецтво, культура, відпочинок та спорт                 |                                                          | 2,7%                                                     | 2,7%                                                     |
| Роздрібна торгівля та послуги                            | Роздрібна торгівля та послуги                            |                                                          | 25,8%                                                    | 25,8%                                                    |
| Гуртова торгівля, транспорт та обладнання                | Гуртова торгівля, транспорт та обладнання                |                                                          | 15,9%                                                    | 15,9%                                                    |
| Природні ресурси, сільське господарство                  | Природні ресурси, сільське господарство                  |                                                          | 3,3%                                                     | 3,3%                                                     |
| Виробництво                                              | Виробництво                                              |                                                          | 1,9%                                                     | 1,9%                                                     |

## Клімат
Середня річна температура становить 1,2°C, середня максимальна – 22,4°C, а середня мінімальна – -25,7°C. Середня річна кількість опадів – 547 мм.
| Клімат поселення                              | Клімат поселення | Клімат поселення | Клімат поселення | Клімат поселення | Клімат поселення | Клімат поселення | Клімат поселення | Клімат поселення | Клімат поселення | Клімат поселення | Клімат поселення | Клімат поселення | Клімат поселення |
| Показник                                      | Січ.             | Лют.             | Бер.             | Квіт.            | Трав.            | Черв.            | Лип.             | Серп.            | Вер.             | Жовт.            | Лист.            | Груд.            |                  |
| Середній максимум, °C                         | −12,32           | −8,04            | −1,49            | 8,78             | 16,91            | 22,36            | 22,41            | 21,13            | 15,42            | 8,48             | −2,04            | −11,56           |                  |
| Середня температура, °C                       | −19              | −14,73           | −8,18            | 2,10             | 10,24            | 15,68            | 18,22            | 16,94            | 11,23            | 4,29             | −6,22            | −15,75           |                  |
| Середній мінімум, °C                          | −25,67           | −21,42           | −14,86           | −4,58            | 3,56             | 9,00             | 14,02            | 12,74            | 7,04             | 0,08             | −10,43           | −19,96           |                  |
| Норма опадів, мм                              | 22               | 16               | 27               | 36               | 52               | 85               | 93               | 74               | 58               | 36               | 26               | 22               |                  |
| Середньомісячна швидкість вітру, м/с          | 3.45             | 3.50             | 3.60             | 3.80             | 3.99             | 3.60             | 3.30             | 3.30             | 3.60             | 3.70             | 3.60             | 3.50             |                  |
| Середньомісячна сонячна радіація, кДж/м²·день | 3649             | 6930             | 12372            | 17231            | 20538            | 21478            | 21680            | 18161            | 12304            | 7174             | 3757             | 2769             |                  |
| --------------------------------------------- | ---------------- | ---------------- | ---------------- | ---------------- | ---------------- | ---------------- | ---------------- | ---------------- | ---------------- | ---------------- | ---------------- | ---------------- | ---------------- |
| Джерело:                                      |                  |                  |                  |                  |                  |                  |                  |                  |                  |                  |                  |                  |                  |